# Лунг (ландшафтный заказник)
Лунг (от румынского, Lung — длинный) — ландшафтный заказник местного значения. Расположен в Измаильском районе Одесской области, вблизи сел Богатое и Старая Некрасовка.
Площадь 1452,85 га. Заказник создан для охраны водно-болотного угодья в акватории и на побережье озера Лунг с видами растений и животных занесенными в красную книгу. Заказник охватывает не всю площадь водно-болотного угодья, которая составляет около 1600 га.
Заказник создан в 2001 году по решению облсовета от 09.02.01 года № 263-XIII с площадью 799,00 га, переутверждены решением облсовета от 29.12.04 года № 551-IV. На местном уровне заказник регламентируется распоряжением Измаильской районной государственной администрации от 29.10.2003 года № 51/А-2003. По состоянию на май 2009 года земли заказника находятся в долгосрочной аренде АРК «Придунайская нива».